# Bojan Tokić
Bojan Tokić (ur. 13 stycznia 1981 w Jajcach w Bośni i Herecegowinie) – słoweński tenisista stołowy, brązowy medalista mistrzostw Europy.
Na mistrzostwach Europy w Stuttgarcie w 2009 roku, w parze z Serbem Aleksandrem Karakaseviciem w turnieju gry podwójnej mężczyzn zdobył brązowy medal. Po dwóch latach ponownie zdobył brąz w deblu w tej samej parze. Jego największym sukcesem indywidualnym jest zdobycie brązowego medalu w 2011.